# Charlie Coyle
Charles Robert Coyle, född 2 mars 1992, är en amerikansk professionell ishockeyforward som spelar för Columbus Blue Jackets i National Hockey League (NHL). Han har tidigare spelat för Minnesota Wild, Boston Bruins och Colorado Avalanche.

## Spelarkarriär
Han draftades i första rundan i 2010 års draft av San Jose Sharks som 28:e spelare totalt.
Den 25 juni 2011 tradades han tillsammans med Devin Setoguchi och ett draftval i första rundan 2011 (Zack Phillips) till Minnesota Wild i utbyte mot Brent Burns och ett draftval i andra rundan 2012 (Sharks tradade senare vidare draftvalet till Tampa Bay Lightning som i sin tur tradade det till Nashville Predators, som valde Pontus Åberg).
Den 21 februari 2019 tradades han till Boston Bruins i utbyte mot Ryan Donato och ett villkorligt draftval i femte rundan 2019.

## Statistik

### Klubbkarriär
| 2007–08    | Thayer Academy      | HS-Prep    | 27  | 7   | 9   | 16  | —   | —   | —  | —  | —  | —  |
| 2008–09    | Thayer Academy      | HS-Prep    | 27  | 18  | 19  | 37  | —   | —   | —  | —  | —  | —  |
| 2009–10    | U.S. NTDP U18       | USDP       | 4   | 1   | 0   | 1   | 2   | —   | —  | —  | —  | —  |
| 2009–10    | South Shore Kings   | EJHL       | 47  | 23  | 49  | 72  | 54  | 4   | 2  | 1  | 3  | 0  |
| 2010–11    | Boston University   | HE         | 37  | 7   | 19  | 26  | 34  | —   | —  | —  | —  | —  |
| 2011–12    | Boston University   | HE         | 16  | 3   | 11  | 14  | 20  | —   | —  | —  | —  | —  |
| 2011–12    | Saint John Sea Dogs | QMJHL      | 23  | 15  | 23  | 38  | 8   | 17  | 15 | 19 | 34 | 8  |
| 2012–13    | Houston Aeros       | AHL        | 47  | 14  | 11  | 25  | 22  | —   | —  | —  | —  | —  |
| 2012–13    | Minnesota Wild      | NHL        | 37  | 8   | 6   | 14  | 28  | 5   | 0  | 2  | 2  | 2  |
| 2013–14    | Minnesota Wild      | NHL        | 70  | 12  | 18  | 30  | 33  | 13  | 3  | 4  | 7  | 6  |
| 2014–15    | Minnesota Wild      | NHL        | 82  | 11  | 24  | 35  | 39  | 10  | 1  | 1  | 2  | 0  |
| 2015–16    | Minnesota Wild      | NHL        | 82  | 21  | 21  | 42  | 16  | 6   | 1  | 1  | 2  | 6  |
| 2016–17    | Minnesota Wild      | NHL        | 82  | 18  | 38  | 56  | 36  | 5   | 2  | 0  | 2  | 2  |
| 2017–18    | Minnesota Wild      | NHL        | 66  | 11  | 26  | 37  | 18  | 5   | 0  | 0  | 0  | 2  |
| 2018–19    | Minnesota Wild      | NHL        | 60  | 10  | 18  | 28  | 16  | —   | —  | —  | —  | —  |
| 2018–19    | Boston Bruins       | NHL        | 21  | 2   | 4   | 6   | 4   | 24  | 9  | 7  | 16 | 12 |
| 2019–20    | Boston Bruins       | NHL        | 70  | 16  | 21  | 37  | 21  | 13  | 3  | 2  | 5  | 2  |
| 2020–21    | Boston Bruins       | NHL        | 51  | 6   | 10  | 16  | 20  | 11  | 2  | 1  | 3  | 6  |
| 2021–22    | Boston Bruins       | NHL        | 82  | 16  | 28  | 44  | 32  | 7   | 2  | 4  | 6  | 2  |
| 2022–23    | Boston Bruins       | NHL        | 82  | 16  | 29  | 45  | 30  | 7   | 1  | 1  | 2  | 4  |
| 2023–24    | Boston Bruins       | NHL        | 82  | 25  | 35  | 60  | 38  | 13  | 1  | 4  | 5  | 12 |
| 2024–25    | Boston Bruins       | NHL        | 64  | 15  | 7   | 22  | 18  | —   | —  | —  | —  | —  |
| 2024–25    | Colorado Avalanche  | NHL        | 19  | 2   | 11  | 13  | 6   | 7   | 1  | 0  | 1  | 2  |
| NHL totalt | NHL totalt          | NHL totalt | 950 | 189 | 296 | 485 | 355 | 126 | 26 | 27 | 53 | 58 |

### Internationellt
| År            | Lag           | Turnering     |    | Matcher | Mål | Assist | Poäng | Utv |
| ------------- | ------------- | ------------- | -- | ------- | --- | ------ | ----- | --- |
| 2011          | USA           | JVM           | 6  | 2       | 4   | 6      | 4     |     |
| 2012          | USA           | JVM           | 6  | 3       | 1   | 5      | 2     |     |
| 2015          | USA           | VM            | 5  | 3       | 2   | 5      | 6     |     |
| Junior totalt | Junior totalt | Junior totalt | 12 | 6       | 5   | 11     | 6     |     |
| Senior totalt | Senior totalt | Senior totalt | 5  | 3       | 2   | 5      | 6     |     |